# 찰스 레니 매킨토시

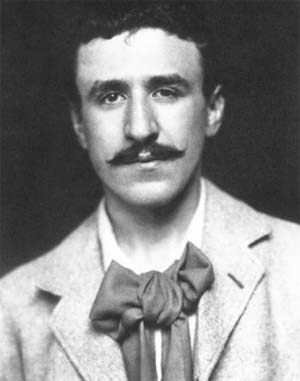
찰스 레니 매킨토시

찰스 레니 매킨토시(Charles Rennie Mackintosh, 1868년 6월 7일 ~ 1928년 12월 10일)는 스코틀랜드의 건축가이자 디자이너, 화가이다. 글래스고에서 태어나 런던에서 생을 마감한 그는 미술공예운동을 주도하였으며 아르누보를 대표하는 인물이기도 하다. 맥도날드(Frances MaacDonald), 제임스 허버트 멕네어(James Herbert McNair)와 함께 ‘4인 그룹’(The Four)을 결성하여 활동하였다.

## 일생
1868년 스코틀랜드 글래스고에서 출생하였다. 1883년 글래스고 예술학교 야간반 강의 들었고, 1888년 허니맨앤드케피에(Honeyman & Keppie) 회사에 제도사로 취직, 동창이자 후에 4인 그룹으로 같이 활동하게 된 제임스 허버트 멕네어(James Herbert McNair)를 만났다. 1894년 제임스 멕네어와 맥도널드 자매인 마거리트 맥도널드(Margaret Macdonald), 프랜시스 맥도날드(Frances MaacDonald)와 함께 '4인 그룹'(The Four)을 결성, 1896년에 런던에서 예술 공예 전시를 열었다. 같은해에 매킨토시는 글래스코 예술학교의 새 건물을 설계하기도 하였다. 1900년 마거리트 맥도널드와 결혼을 하였고, 1915년에는 첼시로, 1923년에는 남 프랑스로 이주하였고, 이 때부터 풍경화에 전념하였다. 1928년 그는 암으로 사망하였다.